# Little Billabong
Little Billabong är en ort i Australien. Den ligger i kommunen Greater Hume Shire och delstaten New South Wales, i den sydöstra delen av landet, omkring 390 kilometer sydväst om delstatshuvudstaden Sydney.
Trakten runt Little Billabong är nära nog obefolkad, med mindre än två invånare per kvadratkilometer.. Little Billabong är det största samhället i trakten.
Trakten runt Little Billabong består till största delen av jordbruksmark. Genomsnittlig årsnederbörd är 1 009 millimeter. Den regnigaste månaden är mars, med i genomsnitt 129 mm nederbörd, och den torraste är oktober, med 57 mm nederbörd.